# جون ن. كريستنسون
جون ن. كريستنسون (بالإنجليزية: John N. Christenson)‏ هو ضابط أمريكي، ولد في 1 نوفمبر 1958 في بوفالو في الولايات المتحدة.